# Никола Близнаков
Никола Илиев Близнаков е български учител биолог.

## Биография
Роден е на 16 юли 1934 г. в Стара Загора, където завършва средното си образование. Висше образование завършва в СУ „Св. Климент Охридски“, специалност биология през 1957 г. Учителства в Твърдица и Гълъбово. От 1960 г. започва творческият си път в Ботевград. Бил е за малко заместник-директор на Селскостопанския техникум. От 1971 г. до пенсионирането си през 1994 г., е директор на ПМГ „Акад. Проф. Д-р Асен Златаров“ – Ботевград. Има издадени множество статии в централния и местен печат, и издаден учебник по Обща биология за селскостопанските техникуми и училища. Издадени са много природозащитни и педагогически статии. С активна гражданска позиция и природозащитна дейност. По време на неговото управление на гимназията, тя става природо-математическа и печели голям авторитет не само в Софийски окръг, но и в цялата страна.
Никола Близнаков е активен деец на движението за опазване на околната среда в Ботевградския край. Негова е заслугата за обявяване на местността „Мухалница“ в защитена, тъй като там се намира природната забележителност „Жабешко блато“, наречена така заради уникалната ежегодна миграция на планинската жаба (Rana temporaria), която се размножава в блатистата местност.
Той е основател и председател на местния пещерен клуб „Бисера“. Автор е на редица научни статии, стихове и дърворезба.
През 2002 година е удостоен със званието „Заслужил гражданин на Ботевград“. Носител е на орден „Св. св. Кирил и Методий“ I степен. Има отличия от Българска федерация по спелеология и Български туристически съюз.
Почива на 24 декември 2017 г.